# Administration allemande du déminage
L'Administration allemande du déminage (en anglais GMSA pour German Mine Sweeping Administration) était une organisation formée par les Alliés avec d'anciens équipages et navires de la Kriegsmarine de l'Allemagne nazie dans le but de déminer après la Seconde Guerre mondiale, principalement dans la mer du Nord et la mer Baltique, qui existait de juin 1945 à décembre 1947.

## Histoire
Le GMSA a été formé le 21 juin 1945 sous la supervision alliée, en particulier celle de la Royal Navy,, pour nettoyer les mines marines dans la mer du Nord et la Baltique. Il était composé de 27 000 anciens membres de la Kriegsmarine sur près de 300 navires.
Le commandement allié était bien conscient du problème que pourrait causer à la navigation commerciale les plus de 600 000 mines sous-marines posées dans les mers d'Europe occidentale, septentrionale et orientale et avait demandé que les formations de déminage allemandes ne soient pas licenciées après la reddition de mai 1945. Pour cette raison, le vice-amiral Sir Harold Burrough, commandant en chef de la marine britannique de l'Allemagne occupée, a souscrit les instructions pour le GMSA en juin 1945. L' Amirauté britannique préférait risquer les marins allemands plutôt que les leurs pour faire le travail dangereux. Le GMSA était à l'origine sous le commandement du Commodore HT England ; en dessous de lui, en tant qu'officier allemand le plus haut gradé, se trouvait le Konteradmiral Fritz Krauss, qui avait été chargé des opérations de déminage pendant la guerre,.
Les marins allemands ont d'abord servi dans leurs uniformes de la Seconde Guerre mondiale, avec l' aigle allemand et la croix gammée retirés, et selon les mêmes règles et règlements que ceux valables dans la Kriegsmarine . Les marins touchaient un salaire modéré et avaient le droit de prendre un congé local, contrairement aux autres prisonniers de guerre allemands, mais le service n'était pas volontaire. Pourtant, les opérations quotidiennes et dangereuses et l' esprit de corps élevé qui en résulte conduisent à un malaise croissant à propos du GMSA, en particulier en Union soviétique.
Le service était subdivisé en six divisions de déminage (en allemand : Räumbootdivisionen). Le siège allemand du service était situé à Glückstadt .
Le 25 mai 1946, le GMSA a été équipé de nouveaux uniformes de travail bleus et insignes de grade spéciaux, portés sur la manche.
Le siège du GMSA a été déplacé à Hambourg en décembre 1947, et il a été dissous en janvier 1948, malgré les objections américaines. La raison de sa dissolution était principalement la pression de l' Union soviétique qui craignait que le GMSA ne soit une tentative des alliés occidentaux de reformer la Kriegsmarine allemande, ce à quoi la Royal Navy s'opposa amèrement. La Reichsmarine avait utilisé des opérations de déminage après la Première Guerre mondiale pour préserver un vivier de talents d'officiers et la Royal Navy voulait éviter une répétition de cette expérience.
La «formation allemande de déminage Cuxhaven», une organisation civile, a remplacé le GMSA, toujours sous contrôle britannique et utilisant l'équipement et le personnel de l'organisation précédente.
En 1956, la Bundesmarine s'est formée sur la base des anciennes organisations, tout comme l'avait prédit l'Union soviétique.
L'un des rares grands navires de surface de la Kriegsmarine à avoir survécu à la guerre, le croiseur léger Leipzig, en assez mauvais état, servit de caserne d'hébergement pour le GMSA.

### Les divisions
Le GMSA a été subdivisé en six divisions régionales de force variable :
- 1re division : Schleswig Holstein
- 2e division : Allemagne de l'Ouest (Cuxhaven)
- 3e division : Danemark
- 4e division : Norvège
- 5e division : Pays-Bas
- 6e division : Brême (division américaine)

### Statistiques
- Zone nettoyée :
  - Mer du Nord: 5 628 milles marins carrés (19 303,499712 km2)
  - Mer Baltique: 450 milles marins carrés (1 543,4568 km2)
- Mines sous marines nettoyées: 2721
- Pertes:
  - Navires perdus: 10
  - Équipage tué: 348

### Navires
Au début de 1947, le service se composait des navires et navires suivants :
- 84 × chasseurs de mines de classe M (allemand: Minensuch-Boote), Type 35, Type 40, Type 43
- 63 × bateaux dragueur de mines (allemand: Räum-Boote), certains avec des systèmes de propulsion Voith-Schneider
- 62 × chalutiers navals (allemand: Kriegsfischkutter)
- 6 × briseurs de mines (allemand: Sperrbrecher)
- 5 × dragueurs de mines auxiliaires (anciens bateaux de pêche)
- 110 × Navires auxiliaires

## Formations similaires
- Le 4e groupe de balayage de mines (allemand: 4. Minensuchgruppe) à Lorient, en France, était composé d'équipages de marins français et de prisonniers de guerre allemands.
- Deutscher Minenräumverband Cuxhaven (formation allemande de déminage Cuxhaven), basée à Cuxhaven, en Allemagne, une formation civile sous contrôle des douanes britanniques, a remplacé le GMSA, actif de janvier 1948 à juin 1951
- Labor Service Unit (B) (LSU / B), basée à Bremerhaven et sous le contrôle de l' US Navy, la formation a été active jusqu'en 1957, plusieurs de ses membres ont continué à servir dans la Bundesmarine allemande par la suite.